# Association Al Mansoria
O Association Al Mansoria é um clube de futebol com sede em Al Mansoria, Marrocos. A equipe compete no Campeonato Marroquino de Futebol.

## História
O clube foi fundado em 1999.